# 安全目標
資訊技術安全評估共同準則（Common Criteria, CC）3.1版的Part 1將安全目標（Security Target，簡稱ST）定義為「針對特定評估目標（TOE）的安全需要，有關其實現方式的說明」。換句話說，安全目標定義了評估目標的邊界，以及評估目標的細節。在CC的產品評估流程中，會由產品的供應商提供此一文件。
安全目標會定義特定資訊系統產品（評估目標，TOE）的信息保障安全需求以及功能需求。
安全目標會用評估目標的說明、威脅、假設、安全objectives、安全功能需求（SFR）、安全保障需求（SAR）及理由，進行對安全問題完整及嚴謹的敘述。安全功能需求一般會有1-7的編號，稱為評估保障等級（EAL），表示其評估的深度以及嚴謹度，多半是指支持的文件及對產品需進行的測試。
安全目標會包括一些的實現相關資訊，說明產品處理安全需求的方式（不過不會有太多細節）。其中也會包括一個到多個保護輪廓（PP）。此情形下，安全目標需滿足保護輪廓中所有的一般性安全需求，也可能會定義額外的需求。

## 安全目標大綱
1. 簡介：簡單說明TOE，包括其主要特徵以及目的
  - ST參考資料
  - TOE參考資料
  - TOE簡介
  - TOE說明
2. 一致性宣告：識別TOE評估的一致性宣告
  - CC版本一致性宣告
  - CC Part 2一致性宣告
  - CC Part 3一致性宣告
  - PP一致性宣告：嚴格的一致性或是可證明的一致性
3. 安全問題定義：說明操作環境的威脅以及假設。目的是要說明TOE要處理的安全問題以及其操作環境。
  - 威脅：威脅代理（threat agent）對資產所作的負面行動。會說威脅代理的專業知識、資源、機會以及動機。
  - 組織安全政策（OSP）：組織安全政策是TOE操作環境的組織所執行的一組安全規則、程序或是指南。
  - 假設：只針對有關TOE行為的操作環境
4. 安全Objectives：針對安全問題定義所述的問題，其計劃解決方案簡潔抽象的敘述。每個安全Objectives至少要對應到一個威脅或是組織安全政策
  1. 要實現的安全層面也就是一些威脅緩解措施要達到的目的及目標，例如機密性、一致性、使用者認證、可用性、存取授權、可歸責性。
  2. 為了要支持適合的基礎功能需求，所需要的機密性、一致性或可用性[2]

  - TOE的安全Objectives
  - 操作環境的安全Objectives
  - 安全Objectives理由：一系列的理據，說明所有的威脅以及假設都已被安全objectives有效的處理。
5. 延伸元件定義：延伸元件需包括可量測且客觀的元素，可以證實一致性。
6. 安全需求：定義及說明CC Part 2中的SFR，以及CC Part 3中的SAR。
  - 安全機能需求（SFR）：安全機能需求針對TOE的預期安全行為，提出清楚、不含糊、良好定義的敘述。
  - 安全保障需求（SAR）：安全保障需求針對為了讓TOE得到信任，所做的預期活動，提出清楚、不含糊、已確立的敘述。
  - 安全需求理由：一系列的TOE安全Objectives的理據，說明SFR足夠，而且是必需求的。
7. TOE摘要規格：讓評估者以及潛在客戶可以對TOE實現方式有一般性的瞭解。
  - 安全功能：會提供區域或是管道，讓未授權電子干預不會影響區域或是管道內的設備系統的正常功能。TOE摘要規格需說明TOE符合每一個SFR的情形。
  - TOE安全規格：說明開發者計畫如何滿足每一個SFR的高階觀點。